# مک‌کونل ۹۹۲۹
سیارک ۹۹۲۹ (به انگلیسی: 9929 McConnell، نامگذاری:1982DP1) نه هزار و نهصد و بیست و نهمین سیارک کشف شده‌است که در ۲۴ فوریه ۱۹۸۲ کشف شد.
قدر مطلق سیارک برابر ۱۴٫۱۰ است.